# Alice av Champagne
Alice av Champagne, född 1195, död 1246, drottning av Cypern, gift med kung Hugo I av Cypern. Alice var Cyperns regent under sin son Henrik I av Cyperns minderårighet 1218-1223, och Jerusalems regent under sin systersons omyndighet 1244-1247. 

## Biografi

### Bakgrund
Alice var dotter till drottning Isabella I av Jerusalem och greve Henrik II av Champagne. Hennes mor hade tidigare varit gift med kung Amalrik av Cypern. 
Strax efter hennes födelse slöts ett fredsfördrag mellan Jerusalem och Cypern, där Alice och hennes systrar Marie och Filippa trolovades med Cyperns prinsar Hugo, Guy och Johan, som var söner till deras mors tidigare man. Endast förlovningen mellan Alice och Hugo förverkligades: äktenskapsförhandlingarna återupptogs 1208 och vigseln ägde rum i september 1210.   
Grevedömet Champagne ärvdes vid hennes fars död 1197 av hennes farbror Teobald III av Champagne, och kungadömet Jerusalem vid hennes mors död 1205 av hennes äldsta halvsyster Maria av Jerusalem. År 1205 blev Hugo regent över Cypern, och Alice drottning. 

### Regent på Cypern
Vid Hugos död 10 januari 1218 efterträddes han av sin fem år gamle son, Henrik I, och Alice utropades till Cyperns regent fram till hans myndighetsdag. I september 1218 blev hon dock avsatt av Filip av Ibelin. I juli 1225 gifte sig Alice med furst Bohemund V av Antiochia. Samma år försökte Alice avsätta Filip som regent till förmån för sin nye man, men Filip fick då stöd av påven Honorius III. Alice flyttade då till Antiochia i Syrien. År 1227 annullerades hennes äktenskap. Vid Filip av Ibelins död 1227, efterträddes han som Cyperns regent av sin bror Johan av Ibelin, men Alice fick då dennes opposition på sin sida. Tillsammans med sin systerdotters man, Fredrik II (tysk-romersk kejsare), kunde Alice avsätta Johan av Ibelin, som ersattes av en förmyndarregering av fem baroner.

### Tronpretendent i Champagne
Tillsammans med sin syster Filippa var Alice också en tronpretendent till sin fars tron i grevedömet Champagne. Fadern hade lämnat Champagne i arv till sin bror Teobald III i sitt testamente, men hans döttrar Alice och Filippa ifrågasatte att de blivit arvlösa, och när Teobald dog 1201 hävdade de sina rättigheter till detta arv före Teobalds omyndige son. Detta utlöste Tronföljdskriget i Champagne, som främst sköttes av Alice syster Filippas man Erard av Brienne. År 1221 uppgav Filippa sina anspråk, men Alice kvarhöll sina anspråk med stöd från de franska baronerna. År 1233 reste Alice själv till Frankrike för att delta, vilket dock innebar att baronerna drog tillbaka sitt stöd. 1234 avsade sig Alice sina anspråk till ett pris på 40 000 crowns och 2000 livres i underhåll.

### Regent i Jerusalem
Alice återvände till Syrien; hon försökte resa till Cypern 1236, men fick då veta att hon inte var välkommen. Hon gifte sig 1241 med Raoul de Soissons, herre över Couevre. År 1228 hade hennes halvsyster drottning Isabella II av Jerusalem dött, och hennes systerson Konrad IV av Tyskland hade blivit Jerusalems monark. Konrad var omyndig, men Jerusalems baroner vägrade att låta hans far, kejsar Fredrik, bli regent under hans minderårighet. I stället utropades Alice och hennes man Raoul de Soissons till Jerusalems regenter under Konrads minderårighet. Det visade sig dock snart att parets regentskap var rent symbolisk, eftersom Jerusalems baroner vägrade att lämna ifrån sig kontrollen över monarkins fästen. Raoul lämnade därför Jerusalem 1244, medan Alice bosatte sig i Saint-Jean d'Acre som Jerusalems nominella regent.